# Металлург (футбольный клуб, Алдан)
«Металлург» — российский футбольный клуб из Алдана (Республика Саха). Лучшее достижение в первенстве России — 8 место в зоне «Восток» первой лиги в 1993 году. В кубке России высшим достижением клуба считается выход в 1/16 финала в сезоне 1992/93.

## История выступлений
В советский период клуб также носил название «Горняк», был победителем Кубка РСФСР среди КФК в 1989 году, участвовал в Кубке РСФСР для команд 2-й лиги, был финалистом Кубка СССР среди КФК в 1990 году, уступив по пенальти «Маяку» (Очаков).
Также команда выступала в мини-футболе, и в единственном чемпионате СССР по этому виду спорта, в сезоне 1990/91, стала серебряным призёром.

### Сезон-1992
Вторая лига, зона 6. В первом же сезоне клуб смог завоевать право на повышение в классе, заняв второе место среди 13 участников (с большим отрывом от третьего места). Клуб сыграл лучше всех в выездных матчах, в домашних матчах проиграл всего 1 раз, при этом 8 из 11 домашних побед получены из-за неявки соперников.
В кубке-1992/93 клуб одержал выездную победу по пенальти на стадии 1/512, затем прошёл четыре стадии кубка, получая победы из-за неявки соперников. Вылетел в 1/16, уступив 0:1 в гостях «Океану» (Находка).

### Сезон-1993
Первая лига, зона «Восток». Клуб завершил сезон на 8-м месте среди 16 участников, имея одинаковое количество побед и поражений и разницу мячей −1. Клуб имел низкую результативность матчей, был среди худших по количеству забитых мячей и среди лучших по количеству пропущенных мячей. В этом сезоне клуб потерпел своё крупнейшее поражение — 0:4 дома от лидера «Динамо-Газовика» (Тюмень), одержал одну крупную победу — 3:0 дома над аутсайдером СКА (Хабаровск) и получил одну домашнюю победу из-за неявки соперника.
В связи с реорганизацией турнира первой лиги (переход от трёх зон к единому турниру с сокращением количества клубов) итоговое 8-е место означало понижение во вторую лигу, однако клуб не участвовал в следующем сезоне.